# Jon Hamar
Jon Hamar (* 25. Juni 1975 in Kennewick) ist ein US-amerikanischer Jazzmusiker (Kontrabass, Komposition) und Hochschullehrer.

## Leben und Wirken
Hamar stammt aus einer musikalischen Familie; sein Vater spielte Gospel, Boogie-Woogie und klassische Musik am Klavier, seine Mutter spielt Oboe und singt in der Kirche. So begann er mit elf Jahren Kontrabass zu spielen und ein Jahr später auch E-Bass.
Er erwarb einen Bachelor of Arts in klassischer Kontrabass-Performance an der Eastern Washington University, an der er Unterricht bei Roma Vayspapir und Kelly Ferris hatte. Anschließend absolvierte er die Eastman School of Music mit einem Master-Abschluss in Jazz und zeitgenössischen Medien. Dort studierte er bei Jeffrey Campbell, James Vandermark, Harold Danko, Clay Jenkins, Raymond Ricker und Fred Sturm.
2001 zog Hamar nach Seattle und war als freiberuflicher Bassist tätig. Hamar trat vier Jahre lang mit der Jazz- und Blues-Vokalistin Ernestine Anderson sowie den im Nordwesten aktiven Künstlern Greta Matassa, Jim Knapp, Randy Halberstadt, Dawn Clement, Kelley Johnson und John Hansen auf. Jon trat auch regelmäßig in einem Orchester auf, nahm Aufnahmen von Filmmusik auf. Weitere Aufnahmen entstanden außerdem ab 2005 mit Greg Williamson, Todd DelGiudice, Sarah Shea, Danny Kolke, Steve Treseler und Chris Amemiya. Um 2008 legte er sein Debütalbum Hereafter vor, gefolgt von Hymn (Origin Records, 2011), mit Todd DelGiudice und Geoff Keezer, auf denen er auch Eigenkompositionen spielte. Zu hören ist er auch auf Jeff Hamiltons Trio-Album Catch Me If You Can (2020, mit Tamir Hendelman) sowie mit dem Nickel & Brass Septet und dem Unhinged Sextet. Im Bereich des Jazz war er laut Tom Lord zwischen 2005 und 2019 an 18 Aufnahmesessions beteiligt.
Hamar ist seit 2015 Professor für Jazz- und klassischen Kontrabass an der University of Tennessee, Knoxville.

## Diskographische Hinweise
- Hereafter (2008), mit Hans Teuber, Dawn Clement, John Hansen. Dan Tyack, Byron Vannoy, Jon Wikan
- Idyl Wild (2013), mit Rich Perry, Todd DelGiudice, Julian MacDonough